# Parthenocodrus
Parthenocodrus är ett släkte av steklar som beskrevs av Pschorn-Walcher 1958. Parthenocodrus ingår i familjen svartsteklar.
Släktet innehåller bara arten Parthenocodrus elongatus.